# タラノア・フファンガ
タラノア・フファンガ（Talanoa Hufanga, 2000年2月1日 - ）は、アメリカ合衆国オレゴン州コーバリス出身のプロアメリカンフットボール選手。NFLのサンフランシスコ・49ersに所属している。ポジションはセイフティ。

## 経歴

### カレッジ
南カリフォルニア大学で3年間プレーし、203タックル、16.5タックルフォーロス、6.5サック、4インターセプトを記録した。
また、3年目の2020年シーズン終了後にはPac-12年間最優秀守備選手賞に選出された。

### サンフランシスコ・49ers
| 身長                    | 体重           | 腕 の 長 さ   | 手 の 大 き さ   | 40Yrd ダ ッ シ ュ | 10Yrd ス プ リ ッ ト | 20Yrd ス プ リ ッ ト | 20Yrd シ ャ ト ル | 3 コ 丨 ン ド リ ル | 垂 直 跳 び     | 立 ち 幅 跳 び      | ベ ン チ プ レ ス |
| ----------------------- | -------------- | ------------- | ---------------- | ----------------- | -------------------- | -------------------- | ----------------- | ------------------- | --------------- | ------------------- | ----------------- |
| 6 ft 0+3⁄8 in (184 cm)  | 199 lb (90 kg) | 32 in (81 cm) | 9+7⁄8 in (25 cm) | 4.64 s            | 1.63 s               | 2.65 s               | 4.39 s            | 6.96 s              | 35.5 in (90 cm) | 10 ft 8 in (3.25 m) | 12 回             |
| All values from Pro Day |                |               |                  |                   |                      |                      |                   |                     |                 |                     |                   |

2021年のNFLドラフトにて5巡目全体180位でサンフランシスコ・49ersから指名され、その後4年のルーキー契約を結んだ。

#### 2021年シーズン
1年目は先発出場は3試合に留まり、主に控えとして15試合に出場した。

#### 2022年シーズン
レギュラーシーズン第4週のロサンゼルス・ラムズ戦で、キャリア初となる52ヤードのインターセプトリターンタッチダウンを記録した。
最終的に、このシーズンは97タックル、4インターセプト、2フォースドファンブルを記録した。また、シーズン終了後にはキャリア初となるプロボウル、オールプロのファーストチームに選出された。

#### 2023年シーズン
第11週のタンパベイ・バッカニアーズ戦で右膝の前十字靭帯を損傷し、その後の試合を欠場した。

#### 2024年シーズン
膝と足首の負傷によりシーズン序盤の試合を欠場したほか、第5週のアリゾナ・カージナルス戦で右手首を負傷した。7試合の欠場後、第14週のシカゴ・ベアーズ戦で復帰した。

#### 2025年シーズン
2025年3月13日、デンバー・ブロンコスと、2,000万ドルが保証された3年3,900万ドルの契約を結んだ。